# Philipp von Ibelin (Bailli von Zypern)

Wappen der Familie Ibelin

Philipp von Ibelin (franz.: Philippe d’Ibelin; * um 1180; † 1227) war ein führender Adliger des Königreichs Zypern. Als jüngerer Sohn des Barons Balian von Ibelin und der Königinwitwe Maria Komnena entstammte er dem hohen Kreuzfahreradel des Königreichs Jerusalem.
Philipp wird erstmals 1206 genannt, als er gemeinsam mit seinem älteren Bruder Johann von Ibelin („der alte Herr von Beirut“) ihre Nichte, die Prinzessin Alice, zu ihrer Hochzeit mit dem König Hugo I. nach Zypern begleitete. Noch vor dem Jahr 1217 verlegten beide Brüder ihren Stammsitz endgültig auf diese Insel, wohl nachdem sie mit König Johann von Jerusalem in Konflikt geraten waren. Bereits 1218 starb König Hugo I. von Zypern und Philipp wurde als Vertrauensmann der für den unmündigen Heinrich I. regierenden Königinwitwe Alice zum Bailli Zyperns ernannt. In dieser Position war er maßgeblich an der Begründung des dominierenden Einflusses des Hauses Ibelin auf der Insel verantwortlich. 1223 kam es zum Bruch zwischen Philipp und Alice, als er sich weigerte, von der orthodoxen Kirche den Zehnt einzuziehen, wie es zuvor der Kardinal Pelagius auf einem Konzil in Limassol empfohlen hatte. Da Alice dem Kardinal zugestimmt hatte, sich nun aber nicht gegen Philipp durchsetzen konnte, zog sie sich nach Tripolis zurück, womit Philipp faktisch die Regentschaft auf der Insel übernahm.
Als er 1225 von den Kreuzzugsvorbereitungen Kaiser Friedrichs II. erfuhr, veranlasste Philipp die formelle Krönung König Heinrichs I., was umgehend die Intervention des Kaisers provozierte. Da einst König Amalrich I. im Jahr 1197 das Königreich von Kaiser Heinrich VI. zu Lehen genommen hatte, sah nun Kaiser Friedrich II. durch die von ihm nicht autorisierte Krönung seine lehnsherrlichen Rechte angegriffen. Außerdem gebühre ihm die Entscheidung über die Regentschaft für den unmündigen König. Zustimmung für sein Handeln erhielt Philipp allerdings 1226 von Papst Honorius III.; außerdem konnte er den Haute Cour des Königreichs auf seine Seite ziehen, das überdies das Ernennungsrecht für die Regentschaft für sich reklamierte, entgegen den Ansprüchen des Kaisers.
Zu Beginn des Jahres 1227 ernannte die Königinwitwe Alice von ihrem selbst gewählten Exil in Tripolis aus ihren zweiten Ehemann, Bohemund von Antiochia, zu ihrem Bailli auf Zypern, der allerdings von dem Haute Cour nicht anerkannt wurde. Darauf bestimmte sie den Baron Amalrich Barlais für dieses Amt, doch auch dieser wurde von dem Haute Cour zugunsten Philipps abgelehnt. Barlais zog sich darauf ebenfalls nach Tripolis zurück, nahm aber Kontakte zum Kaiser auf. Philipp starb noch im Jahr 1227, ein Jahr bevor Kaiser Friedrich II. auf seinem Kreuzzug Zypern erreichte. Den Konflikt mit ihm hatte daher sein Bruder Johann auszutragen.
Philipp von Ibelin war mit Alice de Montbéliard († nach 1244) verheiratet, einer Schwester von Odo de Montbéliard. Sie hatten zwei Kinder:
- Maria von Ibelin († nach 1244), wurde Nonne. Für ihre Versorgung stiftete Alice 1244 das Kloster St. Theodor (Nikosia).
- Johann von Ibelin († 1266), Graf von Jaffa